# 1. deild 1976 (Fær Øer)
L'edizione 1976 della 1. deild vide la vittoria finale del TB Tvøroyri.

## Classifica finale
|   | Classifica      | G  | V | N | P  | GF | GS | Dif | Pt |
| - | --------------- | -- | - | - | -- | -- | -- | --- | -- |
| 1 | TB Tvøroyri     | 12 | 9 | 2 | 1  | 39 | 15 | 24  | 20 |
| 2 | HB Tórshavn     | 12 | 9 | 1 | 2  | 38 | 14 | 24  | 19 |
| 3 | KÍ Klaksvík     | 12 | 7 | 2 | 3  | 36 | 21 | 15  | 16 |
| 4 | VB Vágur        | 12 | 5 | 1 | 6  | 27 | 26 | 1   | 11 |
| 5 | B36 Tórshavn    | 12 | 3 | 3 | 6  | 15 | 25 | -10 | 9  |
| 6 | ÍF Fuglafjørður | 12 | 3 | 3 | 6  | 15 | 28 | -13 | 9  |
| 7 | NSÍ Runavík     | 12 | 0 | 0 | 12 | 6  | 47 | -41 | 0  |

G = Partite giocate; V = Vittorie; N = Nulle/Pareggi; P = Perse; GF = Goal fatti; GS = Goal subiti; DIF = Differenza reti, PT = Punti

### Verdetti
- TB Tvøroyri campione delle Isole Fær Øer 1976
- NSÍ Runavík retrocesso in 2. deild